# Ana Esteve Llorens
Ana Esteve Llorens (València, 1975) és una artista valenciana instal·lada a Austin, Texas.
Originària d'Oliva, va estudiar Telecomunicacions al Campus de Gandia de la UPV, especialitzant-se en imatge i so. Posteriorment estudiaria Belles Arts, instal·lant-se als Estats Units el 2005. Ha treballat l'escultura, completant un màster en esta matèria a la Virginia Commonwealth University, i exhibint tant a Europa com Amèrica.